# カラコルム

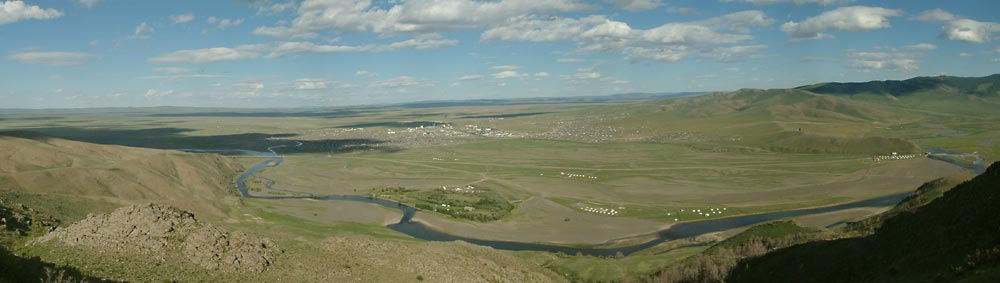
オルホン川北東から見たハラホリン全景

カラコルム（ᠬᠠᠷᠠᠬᠣᠷᠣᠮ  転写:Qaraqorum）は、モンゴル高原中央部のモンゴル国首都ウランバートルから西へ230km、ウブルハンガイ県北西部のオルホン河畔に位置する都市。また、かつてのモンゴル帝国の首都であり、古都としても知られている。
カラコルムとはテュルク語・モンゴル語で「黒い砂礫」を意味する。ペルシア語資料では قراقوروم Qarā-qūrūm と表れ、漢語資料では哈剌和林、略して和林と表記される。また現代モンゴル語ではハルホリン（Хархорин）と表記される。
「黒い砂礫」の名前の通り、カラコルムの遺跡周辺は現在でも安山岩や玄武岩などの黒い河原石が一面に転がっており、雨水などで濡れると地面が黒っぽく見えるという。1260年に書かれたペルシア語資料『世界征服者史』によれば、カラコルムの名前の由来は都市の近くにある「カラコルム山」という黒色の石材が取れる山の名前に由来していると伝えられている。

## 歴史・沿革

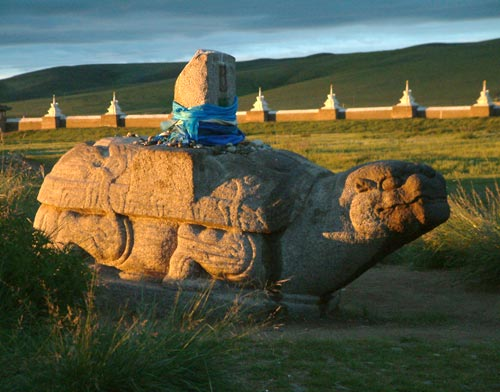
カラコルム都城跡、エルデネ・ゾー寺院周壁外のモンゴル時代の亀趺

チンギス・カンが大西征の兵站基地をこの地に造営し、第2代カアンであるオゴデイが1235年に宮殿・城壁を築いてモンゴル帝国の首都に定めた。オゴデイの時代にジャムチ（駅伝制）が整備され、モンゴル帝国各地との結びつきが強められた。
第5代カアンであるクビライが首都を大都（現在の中華人民共和国北京）に定めた後もモンゴル本土の拠点都市として重んじられる。明を建国した朱元璋による北伐を受け、モンゴル族が北方に追われた後は北元の首都となった。
16世紀末、チベット仏教の寺院エルデネ・ゾー建設の資材調達のためカラコルムは荒廃した。その後、しばらく歴史上から姿を消すが、19世紀末にロシアの研究者ニコライ・ヤドリンツェフが遺跡を発見し、最初の発掘調査は1933年から1934年までソビエト連邦とモンゴル人民共和国が合同で行うも調査隊長のドミトリー・ブキニチが宮殿の存在に懐疑的な結果となったが、1948年から1949年にかけてソ連の考古学者セルゲイ・キセリョフらがモンゴルと合同で行った本格的な調査では宮殿の存在が結論され、同年にキセリョフはその業績からスターリン賞を受賞して1953年にはソ連科学アカデミー会員となった。その後は1976年から1985年までモンゴル科学アカデミー歴史研究所が調査を行い、モンゴルの民主化後は1995年からは日本や1999年からはドイツなどがモンゴルとの共同調査を行っている。

## 観光
現在、カラコルム遺跡は世界遺産に登録されたオルホン渓谷の文化的景観の構成資産となっている。ハルホリンは温泉保養地として知られ、朝青龍の父の故郷でもあり、彼の親族が経営するリゾート施設「ドリームランド」がある。
- エルデネ・ゾー
- オルホン渓谷 - 世界遺産
- 草原の道

## 首都機能移転計画
1924年の建国以来同国の首都となっているウランバートルに代わる新しい都市として計画されている。
ウランバートルの人口過剰と経済的集中の問題に対する潜在的な解決策として計画されている。政令第230号として「カラコルム市の再興」が2022年12月20日に発令された。計画については国際入札を行い、国民投票も実施された。2024年8月2日に公表された最終計画では、5チームが採択され、中国・インドネシア・日本・韓国・フランスのチームが選ばれた。
2025年1月23日にモンゴル国会にてカラコルム市の都市計画、建設、開発促進に関する法案が最終可決された。都市の一部の機能を民間企業に委託し、スマートシティとして情報技術を活用し、運営や建設に関する情報を公開すること同法律により規定された。

## その他
- 2020年に建都800周年を記念して「バーチャル・カラコルム」が公開された[6]。